# Spinnenjagende Zwerggrabwespe
Die Spinnenjagende Zwerggrabwespe (Miscophus spurius) ist ein Hautflügler aus der Familie der Crabronidae. Die Art ist durch Lebensraumzerstörung stark gefährdet.

## Merkmale
Die Wespe erreicht eine Körperlänge von 4 bis 6,5 Millimetern. Ihr Körper ist schwarz glänzend und nur schwach behaart. Die Flügel haben zwei Cubitalzellen, von denen die zweite Zelle gestielt ist. Die Art ist mit einer Reihe von anderen Arten der Gattung Miscophus zu verwechseln. Die häufige Miscophus bicolor unterscheidet sich von ihr durch ihren Hinterleib, der basal rot gefärbt ist.

## Vorkommen
Die Art tritt in Mitteleuropa in Flusstälern und in den an diese angrenzenden Dünengebieten auf. Sie ist selten. Besiedelt werden dort sandige Flächen ohne Pflanzenbewuchs, bevorzugt auf Binnendünen. Die Tiere fliegen von Juni bis August.

## Lebensweise
Die Spinnenjagende Zwerggrabwespe versorgt ihre Brut mit Spinnen, insbesondere Kugelspinnen (Theridiidae). Die Beute wird im Flug ins Nest eingebracht. Letzteres wird im lockeren Sand gegraben.

## Belege